# Михайловский (Башкортостан)
Михайловский (баш. Михайловка) — деревня в Белебеевском районе Башкортостана, относится к Ермолкинскому сельсовету.
С 2005 современный статус.

## История
Статус деревня, сельского населённого пункта, посёлок получил согласно Закону Республики Башкортостан от 20 июля 2005 года N 211-з «О внесении изменений в административно-территориальное устройство Республики Башкортостан в связи с образованием, объединением, упразднением и изменением статуса населенных пунктов, переносом административных центров», ст.1.

## Население
| 2002 | 2009 | 2010 |
| ---- | ---- | ---- |
| 6    | ↘5   | ↗6   |

Национальный состав
Согласно переписи 2002 года, преобладающие национальности — башкиры (67 %), русские (33 %).

## Географическое положение
Расположена на реке Марьян. Расстояние до:
- районного центра (Белебей): 23 км,
- центра сельсовета (Ермолкино): 7 км,
- ближайшей ж/д станции (Аксаково): 33 км.